# Siphonofusus vicdani
Siphonofusus vicdani is een slakkensoort uit de familie van de Buccinidae. De wetenschappelijke naam van de soort is voor het eerst geldig gepubliceerd in 1992 door Kosuge.